# Ministri della difesa della Germania
I ministri della difesa della Repubblica Federale Tedesca dal 1955 ad oggi sono i seguenti.

## Lista
| Ministro     | Ministro         | Ministro                   | Partito                      | Governo                      | Mandato          | Mandato          |
| Ministro     | Ministro         | Ministro                   | Partito                      | Governo                      | Inizio           | Fine             |
| ------------ | ---------------- | -------------------------- | ---------------------------- | ---------------------------- | ---------------- | ---------------- |
|              |                  | Theodor Blank              | Unione Cristiano Democratica | Adenauer II                  | 7 giugno 1955    | 16 ottobre 1955  |
|              |                  | Franz Josef Strauß         | Unione Sociale Democratica   | Adenauer II                  | 16 ottobre 1955  | 29 ottobre 1957  |
| Adenauer III | 29 ottobre 1957  | Franz Josef Strauß         | Unione Sociale Democratica   | 14 novembre 1961             |                  |                  |
| Adenauer IV  | 14 novembre 1961 | Franz Josef Strauß         | Unione Sociale Democratica   | 14 dicembre 1962             |                  |                  |
| Adenauer V   | 14 dicembre 1962 | Franz Josef Strauß         | Unione Sociale Democratica   | 9 gennaio 1963               |                  |                  |
| Adenauer V   |                  |                            | Kai-Uwe von Hassel           | Unione Cristiano Democratica | 9 gennaio 1963   | 11 ottobre 1963  |
| Erhard I     | 17 ottobre 1963  | 26 ottobre 1965            | Kai-Uwe von Hassel           | Unione Cristiano Democratica |                  |                  |
| Erhard II    | 26 ottobre 1965  | 30 novembre 1965           | Kai-Uwe von Hassel           | Unione Cristiano Democratica |                  |                  |
|              |                  | Gerhard Schröder           | Unione Cristiano Democratica | Kiesinger                    | 1º dicembre 1966 | 21 ottobre 1969  |
|              |                  | Helmut Schmidt             | Partito Socialdemocratico    | Brandt I                     | 22 ottobre 1969  | 7 luglio 1972    |
|              |                  | Georg Leber                | Partito Socialdemocratico    | Brandt I                     | 7 luglio 1962    | 15 dicembre 1972 |
| Brandt II    | 15 dicembre 1972 | Georg Leber                | Partito Socialdemocratico    | 16 maggio 1974               |                  |                  |
| Schmidt I    | 16 maggio 1974   | Georg Leber                | Partito Socialdemocratico    | 14 dicembre 1976             |                  |                  |
| Schmidt II   | 14 dicembre 1976 | Georg Leber                | Partito Socialdemocratico    | 16 febbraio 1978             |                  |                  |
| Schmidt II   |                  |                            | Hans Apel                    | Partito Socialdemocratico    | 16 febbraio 1978 | 4 novembre 1980  |
| Schmidt III  | 6 novembre 1980  | 1º ottobre 1982            | Hans Apel                    | Partito Socialdemocratico    |                  |                  |
|              |                  | Manfred Wörner             | Unione Cristiano Democratica | Kohl I                       | 4 ottobre 1982   | 29 marzo 1983    |
| Kohl II      | 30 marzo 1983    | Manfred Wörner             | Unione Cristiano Democratica | 11 marzo 1987                |                  |                  |
| Kohl III     | 11 marzo 1987    | Manfred Wörner             | Unione Cristiano Democratica | 18 maggio 1988               |                  |                  |
| Kohl III     |                  |                            | Rupert Scholz                | Unione Cristiano Democratica | 18 maggio 1988   | 21 aprile 1989   |
| Kohl III     |                  |                            | Gerhard Stoltenberg          | Unione Cristiano Democratica | 21 aprile 1989   | 18 gennaio 1991  |
| Kohl IV      | 18 gennaio 1991  | 31 marzo 1992              | Gerhard Stoltenberg          | Unione Cristiano Democratica |                  |                  |
| Kohl IV      |                  |                            | Volker Rühe                  | Unione Cristiano Democratica | 1º aprile 1992   | 17 novembre 1994 |
| Kohl V       | 17 novembre 1994 | 26 ottobre 1998            | Volker Rühe                  | Unione Cristiano Democratica |                  |                  |
|              |                  | Rudolf Scharping           | Partito Socialdemocratico    | Schröder I                   | 27 ottobre 1998  | 22 ottobre 2002  |
|              |                  | Peter Struck               | Partito Socialdemocratico    | Schröder II                  | 22 ottobre 2002  | 22 novembre 2005 |
|              |                  | Franz Josef Jung           | Unione Cristiano Democratica | Merkel I                     | 22 novembre 2005 | 28 ottobre 2009  |
|              |                  | Karl-Theodor zu Guttenberg | Unione Cristiano Sociale     | Merkel II                    | 28 ottobre 2009  | 3 marzo 2011     |
|              |                  | Thomas de Maizière         | Unione Cristiano Democratica | Merkel II                    | 3 marzo 2011     | 17 dicembre 2013 |
|              |                  | Ursula von der Leyen       | Unione Cristiano Democratica | Merkel III                   | 17 dicembre 2013 | 14 marzo 2018    |
| Merkel IV    | 14 marzo 2018    | Ursula von der Leyen       | Unione Cristiano Democratica | 17 luglio 2019               |                  |                  |
| Merkel IV    |                  |                            | Annegret Kramp-Karrenbauer   | Unione Cristiano Democratica | 17 luglio 2019   | 8 dicembre 2021  |
|              |                  | Christine Lambrecht        | Partito Socialdemocratico    | Scholz                       | 8 dicembre 2021  | 16 gennaio 2023  |
|              |                  | Boris Pistorius            | Partito Socialdemocratico    | Scholz                       | 19 gennaio 2023  | 6 maggio 2025    |
| Merz         | 6 maggio 2025    | Boris Pistorius            | Partito Socialdemocratico    | in carica                    |                  |                  |